# Draft NBA 1992
Il Draft NBA 1992 si è svolto il 24 giugno 1992 al Memorial Coliseum di Portland, Oregon. Questo Draft è considerato come uno dei migliori della storia, per la presenza di giocatori come Shaquille O'Neal, Alonzo Mourning e Christian Laettner. I primi due si affermarono sul panorama NBA come grandi promesse, mentre Laettner fece una discreta carriera. Tom Gugliotta e Latrell Sprewell fecero parte per una volta dell'All Star Game. Da ricordare la scelta n°11 con la quale venne selezionato dai Rockets Robert Horry, vincitore di ben 7 titoli NBA. Al secondo giro, P.J. Brown ebbe una carriera positiva, conclusa proprio dopo la conquista di un titolo.

## Scelte

### Giocatori scelti al 1º giro

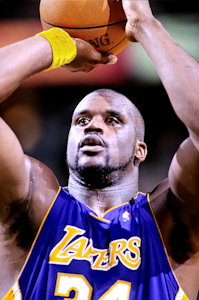
Shaquille O'Neal, prima scelta assoluta degli Orlando Magic

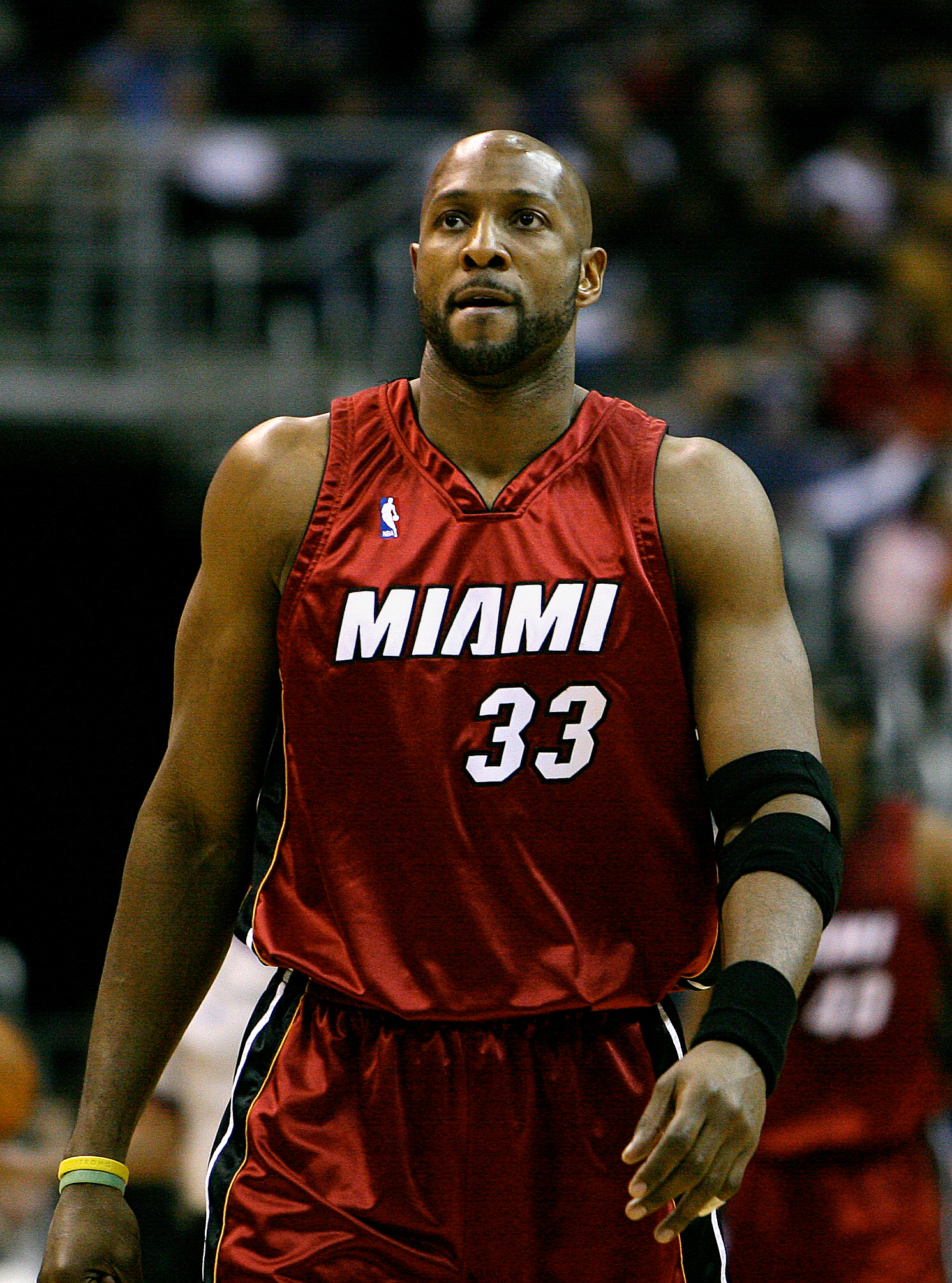
Alonzo Mourning, seconda scelta assoluta degli Charlotte Hornets

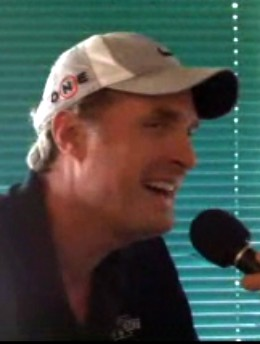
Christian Laettner, terza scelta assoluta dei Minnesota Timberwolves

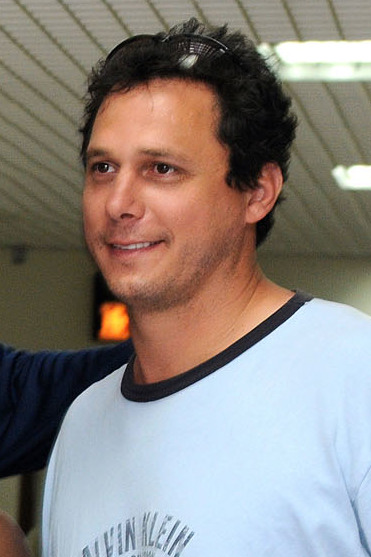
Tom Gugliotta, sesta scelta assoluta dei Washington Bullets

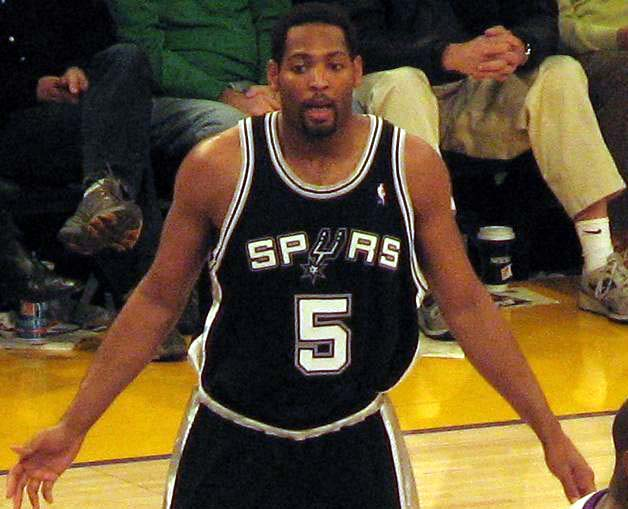
Robert Horry, undicesima scelta assoluta degli Houston Rockets

|  | Indica un giocatore che è stato inserito nella Naismith Memorial Basketball Hall of Fame                 |
|  | Indica un giocatore che è stato selezionato per almeno un All-Star Game ed è inserito in un All-NBA Team |
|  | Indica un giocatore che è stato selezionato per almeno un All-Star Game                                  |
|  | Indica un giocatore che è stato inserito in almeno un All-NBA Team                                       |
|  | Indica un giocatore che non ha mai giocato una partita in NBA                                            |

| Scelta | Giocatore             | Ruolo | Nazionalità | Squadra NBA                                                    | Provenienza          |
| ------ | --------------------- | ----- | ----------- | -------------------------------------------------------------- | -------------------- |
| 1      | Shaquille O'Neal      | C     | Stati Uniti | Orlando Magic                                                  | Louisiana State      |
| 2      | Alonzo Mourning       | C     | Stati Uniti | Charlotte Hornets                                              | Georgetown           |
| 3      | Christian Laettner    | AG    | Stati Uniti | Minnesota Timberwolves                                         | Duke                 |
| 4      | Jim Jackson           | G     | Stati Uniti | Dallas Mavericks                                               | Ohio State           |
| 5      | LaPhonso Ellis        | AG    | Stati Uniti | Denver Nuggets                                                 | Notre Dame           |
| 6      | Tom Gugliotta         | AG    | Stati Uniti | Washington Bullets                                             | North Carolina State |
| 7      | Walt Williams         | AP    | Stati Uniti | Sacramento Kings                                               | Maryland             |
| 8      | Todd Day              | G     | Stati Uniti | Milwaukee Bucks                                                | Arkansas             |
| 9      | Clarence Weatherspoon | AG    | Stati Uniti | Philadelphia 76ers                                             | Southern Mississippi |
| 10     | Adam Keefe            | AG    | Stati Uniti | Atlanta Hawks                                                  | Stanford             |
| 11     | Robert Horry          | AP    | Stati Uniti | Houston Rockets                                                | Alabama              |
| 12     | Harold Miner          | G     | Stati Uniti | Miami Heat                                                     | Southern California  |
| 13     | Bryant Stith          | G     | Stati Uniti | Denver Nuggets (da New Jersey)                                 | Virginia             |
| 14     | Malik Sealy           | AP    | Stati Uniti | Indiana Pacers                                                 | St. John's           |
| 15     | Anthony Peeler        | G     | Stati Uniti | Los Angeles Lakers                                             | Missouri             |
| 16     | Randy Woods           | P     | Stati Uniti | Los Angeles Clippers                                           | La Salle             |
| 17     | Doug Christie         | G     | Stati Uniti | Seattle SuperSonics                                            | Pepperdine           |
| 18     | Tracy Murray          | AP    | Stati Uniti | Milwaukee Bucks                                                | UCLA                 |
| 19     | Don MacLean           | AG    | Stati Uniti | Detroit Pistons (scambiato a Washington tramite L.A. Clippers) | UCLA                 |
| 20     | Hubert Davis          | G     | Stati Uniti | New York Knicks                                                | North Carolina       |
| 21     | Jon Barry             | G     | Stati Uniti | Boston Celtics                                                 | Georgia Tech         |
| 22     | Oliver Miller         | C     | Stati Uniti | Phoenix Suns                                                   | Arkansas             |
| 23     | Lee Mayberry          | P     | Stati Uniti | Milwaukee Bucks (da Utah)                                      | Arkansas             |
| 24     | Latrell Sprewell      | G     | Stati Uniti | Golden State Warriors                                          | Alabama              |
| 25     | Elmore Spencer        | C     | Stati Uniti | Los Angeles Clippers (da Cleveland)                            | UNLV                 |
| 26     | Dave Johnson          | AP    | Stati Uniti | Portland Trail Blazers                                         | Syracuse             |
| 27     | Byron Houston         | AG    | Stati Uniti | Chicago Bulls                                                  | Oklahoma State       |

### Giocatori scelti al 2º giro
| Scelta | Giocatore          | Ruolo | Nazionalità | Squadra NBA            | Provenienza                    |
| ------ | ------------------ | ----- | ----------- | ---------------------- | ------------------------------ |
| 28     | Marlon Maxey       | AG    | Stati Uniti | Minnesota Timberwolves | UTEP                           |
| 29     | P.J. Brown         | AG    | Stati Uniti | New Jersey Nets        | Louisiana Tech                 |
| 30     | Sean Rooks         | AC    | Stati Uniti | Dallas Mavericks       | Arizona                        |
| 31     | Reggie Smith       | C     | Stati Uniti | Portland Trail Blazers | Texas Christian                |
| 32     | Brent Price        | G     | Stati Uniti | Washington Bullets     | Oklahoma                       |
| 33     | Corey Williams     | G     | Stati Uniti | Chicago Bulls          | Oklahoma State                 |
| 34     | Chris Smith        | G     | Stati Uniti | Minnesota Timberwolves | Connecticut                    |
| 35     | Tony Bennett       | G     | Stati Uniti | Charlotte Hornets      | Wisconsin-Green Bay            |
| 36     | Duane Cooper       | G     | Stati Uniti | Los Angeles Lakers     | Southern California            |
| 37     | Isaiah Morris      | A     | Stati Uniti | Miami Heat             | Arkansas                       |
| 38     | Elmer Bennett      | G     | Stati Uniti | Atlanta Hawks          | Notre Dame                     |
| 39     | Litterial Green    | G     | Stati Uniti | Chicago Bulls          | Georgia                        |
| 40     | Steve Rogers       | GA    | Stati Uniti | New Jersey Nets        | Alabama State                  |
| 41     | Popeye Jones       | A     | Stati Uniti | Houston Rockets        | Murray State                   |
| 42     | Matt Geiger        | C     | Stati Uniti | Miami Heat             | Georgia Tech                   |
| 43     | Predrag Danilović  | G     | Jugoslavia  | Golden State Warriors  | Partizan Belgrado (Jugoslavia) |
| 44     | Henry Williams     | G     | Stati Uniti | San Antonio Spurs      | UNC-Charlotte                  |
| 45     | Chris King         | A     | Stati Uniti | Seattle SuperSonics    | Wake Forest                    |
| 46     | Robert Werdann     | C     | Stati Uniti | Denver Nuggets         | St. John's                     |
| 47     | Darren Morningstar | C     | Stati Uniti | Boston Celtics         | Pittsburgh                     |
| 48     | Brian Davis        | GA    | Stati Uniti | Phoenix Suns           | Duke                           |
| 49     | Ron Ellis          | AG    | Stati Uniti | Phoenix Suns           | Louisiana Tech                 |
| 50     | Matt Fish          | A     | Stati Uniti | Golden State Warriors  | UNC-Wilmington                 |
| 51     | Tim Burroughs      | AG    | Stati Uniti | Minnesota Timberwolves | Jacksonville                   |
| 52     | Matt Steigenga     | A     | Stati Uniti | Chicago Bulls          | Michigan State                 |
| 53     | Curtis Blair       | P     | Stati Uniti | Houston Rockets        | Richmond                       |
| 54     | Brett Roberts      | AP    | Stati Uniti | Sacramento Kings       | Morehead State                 |

## Giocatori non scelti
Questi giocatori non sono stati scelti da nessuna squadra, ma hanno giocato almeno una partita in NBA.
| Giocatore        | Ruolo | Nazionalità | Provenienza    |
| ---------------- | ----- | ----------- | -------------- |
| Eric Anderson    | AG    | Stati Uniti | Indiana        |
| Tim Breaux       | AP    | Stati Uniti | Wyoming        |
| Dexter Cambridge | AG    | Bahamas     | Texas          |
| Jo Jo English    | P     | Stati Uniti | South Carolina |
| Stephen Howard   | AP    | Stati Uniti | DePaul         |
| Sam Mack         | AP    | Stati Uniti | Houston        |
| Gerald Madkins   | P     | Stati Uniti | UCLA           |
| Darrick Martin   | P     | Stati Uniti | UCLA           |
| Keith Tower      | C     | Stati Uniti | Notre Dame     |
| David Wesley     | P     | Stati Uniti | Baylor         |